# Моравијан Фолс (Северна Каролина)
Моравијан Фолс (енгл. Moravian Falls) насељено је место без административног статуса у америчкој савезној држави Северна Каролина.

## Демографија
По попису из 2010. године број становника је 1.901, што је 461 (32,0%) становника више него 2000. године.
| Група             | 2000.         | 2010.         |
| Белци             | 1.240 (86,1%) | 1.262 (66,4%) |
| Афроамериканци    | 79 (5,5%)     | 94 (4,9%)     |
| Азијати           | 2 (0,1%)      | 14 (0,7%)     |
| Хиспаноамериканци | 103 (7,2%)    | 493 (25,9%)   |
| Укупно            | 1.440         | 1.901         |